# Памлико (окръг, Северна Каролина)
Окръг Памлико (на английски: Pamlico County) е окръг в щата Северна Каролина, Съединени американски щати. Площта му е 1466 km², а населението – 12 821 души (2016). Административен център е град Бейбъро.